# Angilovelia
Angilovelia is een geslacht van wantsen uit de familie beeklopers (Veliidae). Het geslacht werd voor het eerst wetenschappelijk beschreven door Andersen in 1981.

## Soorten
Het genus bevat de volgende soort:

- Angilovelia y-alba (Paiva, 1918)